# Ладижинка (річка)
Ладижинка — річка в Україні, в Гайсинському районі Вінницької області, права притока Собу (басейн Південного Бугу).

## Опис
Довжина річки приблизно 4 км.

## Розташування
Бере початок у селі Басаличівка. Тече переважно на південний схід і біля села Дмитренки впадає у річку Соб, ліву притоку Південного Бугу.
Річку перетинає автомобільна дорога Р33. 